# 金魚ちょうちん

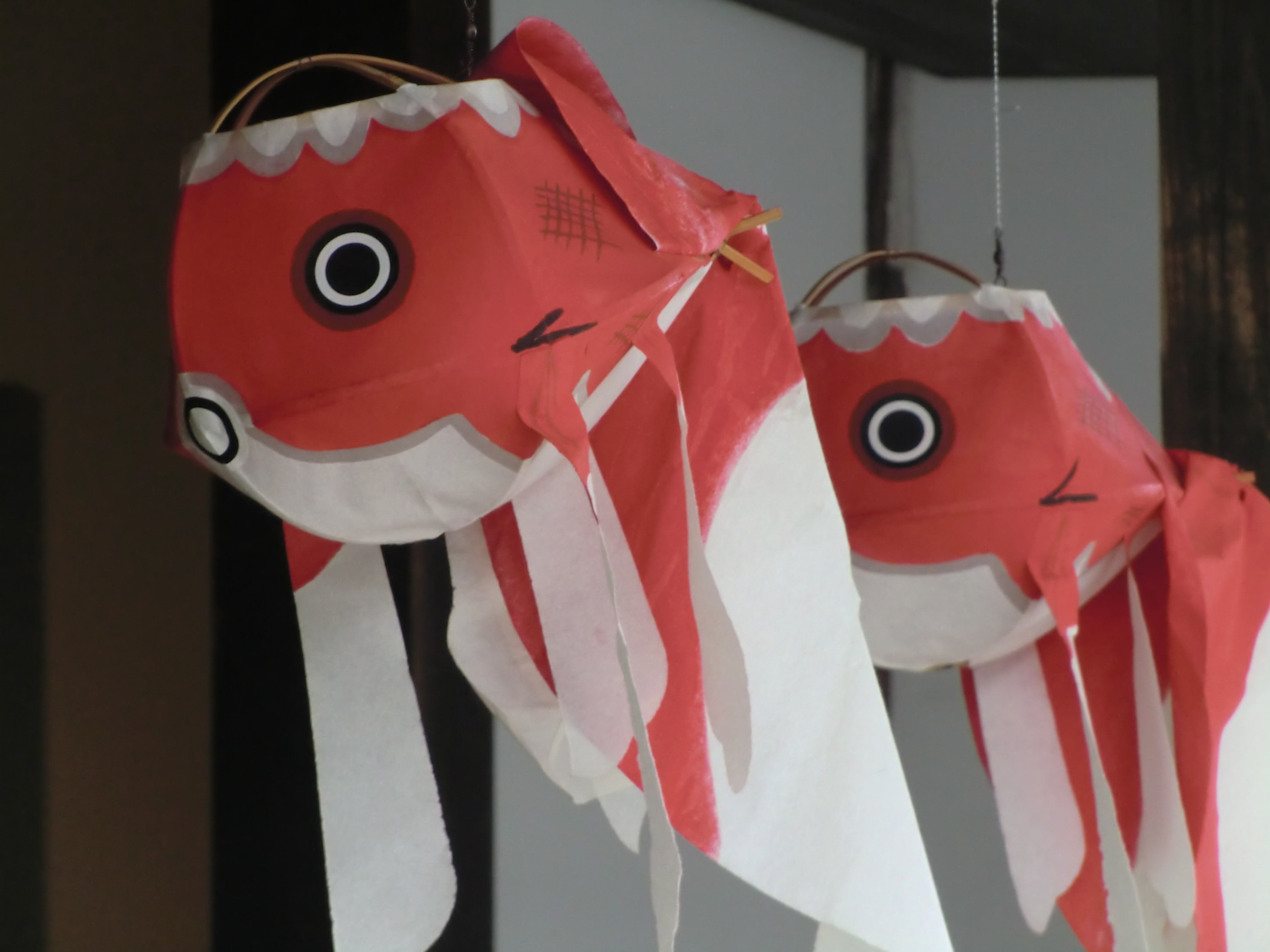
金魚ちょうちん

金魚ちょうちん（きんぎょちょうちん）は、金魚の形をした提灯。山口県柳井市を代表する伝統工芸品の一つである。

## 概要
金魚ちょうちんは幕末の頃、古市金屋として国の重要伝統的建造物群保存地区にも選定された「白壁の町並み」がある柳井市古市に住んでいた商人・熊谷林三郎（くまがい りんざぶろう）が、一説に青森県弘前市の弘前ねぷたの「金魚ねぷた」に着想を得て考案したと伝わる。リュウキン（琉金）に似た丸い胴体に長い尾びれをもち、柳井縞の染料を用いた鮮やかな赤が特徴である。なお、熊谷がモデルにしたとされる弘前「金魚ねぷた」の品種はツガルニシキ（津軽錦）だとされる。
昭和の初めには盛んに作られたが、終戦後の3代目製作者の時にしばらく断絶した。その後1962年（昭和37年）7月に周防大島在住の上領芳宏が3代目製作者から技術を引き継ぎ、復活させたという。

## 金魚ちょうちん祭り
現在では柳井の夏の風物詩として親しまれ、白壁の町並みに吊り下げられる。毎年8月13日には「金魚ちょうちん祭り」が行われ、4000個の金魚ちょうちんと、巨大な「金魚ねぶた」が出現する。
2020年（令和2年）・2021年（令和3年）はコロナ対策により中止となったが、2022年（令和4年）は規模縮小にて開催、2023年（令和5年）は3年ぶりに従来規模の開催となった。

## ギャラリー

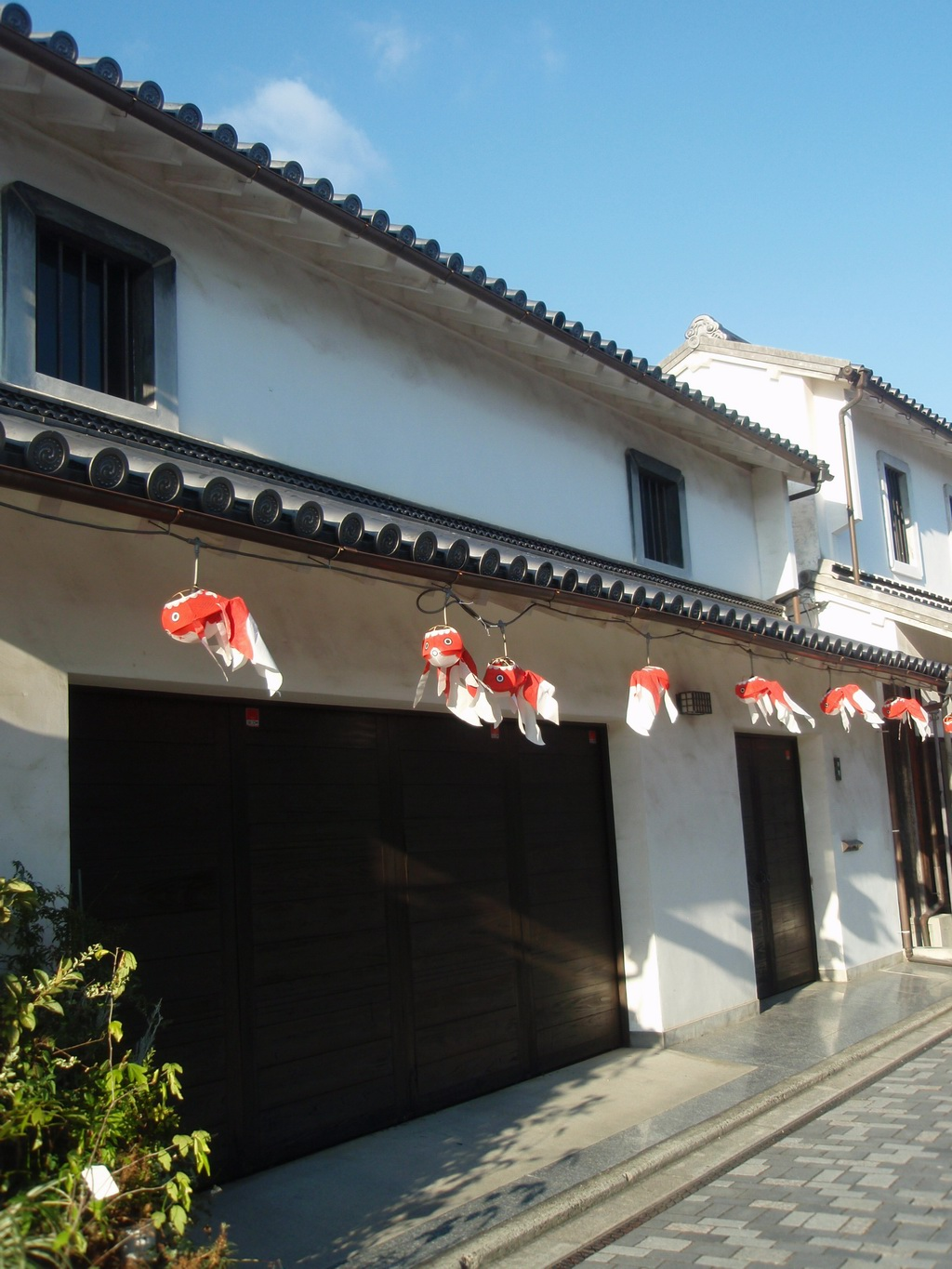
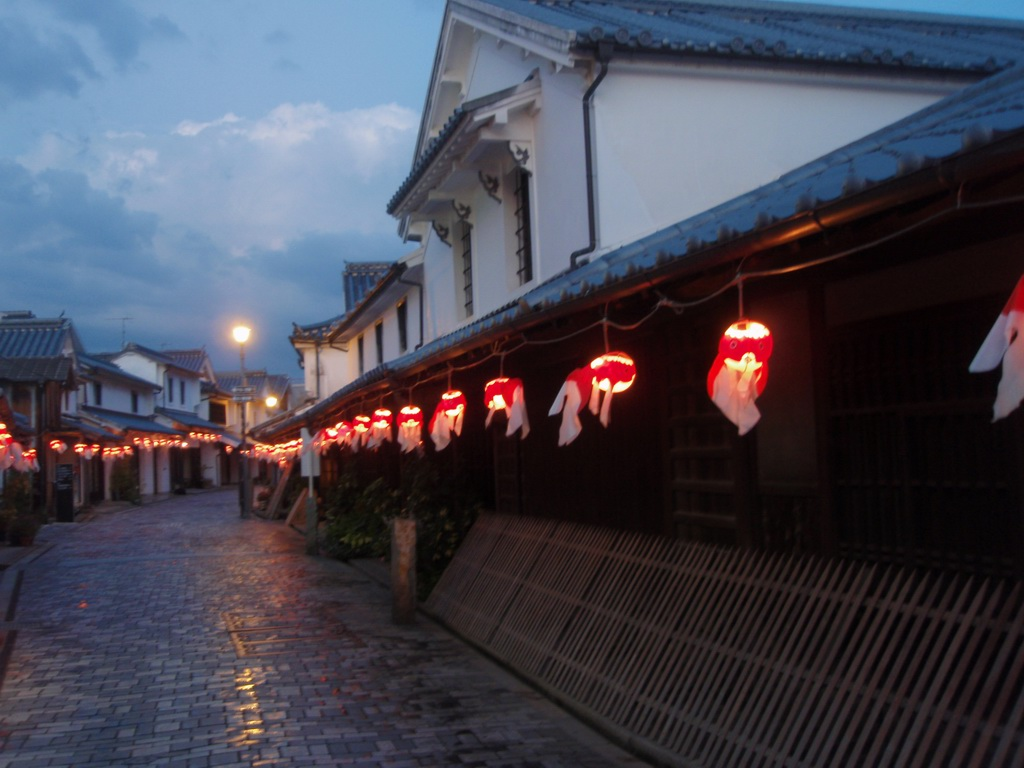
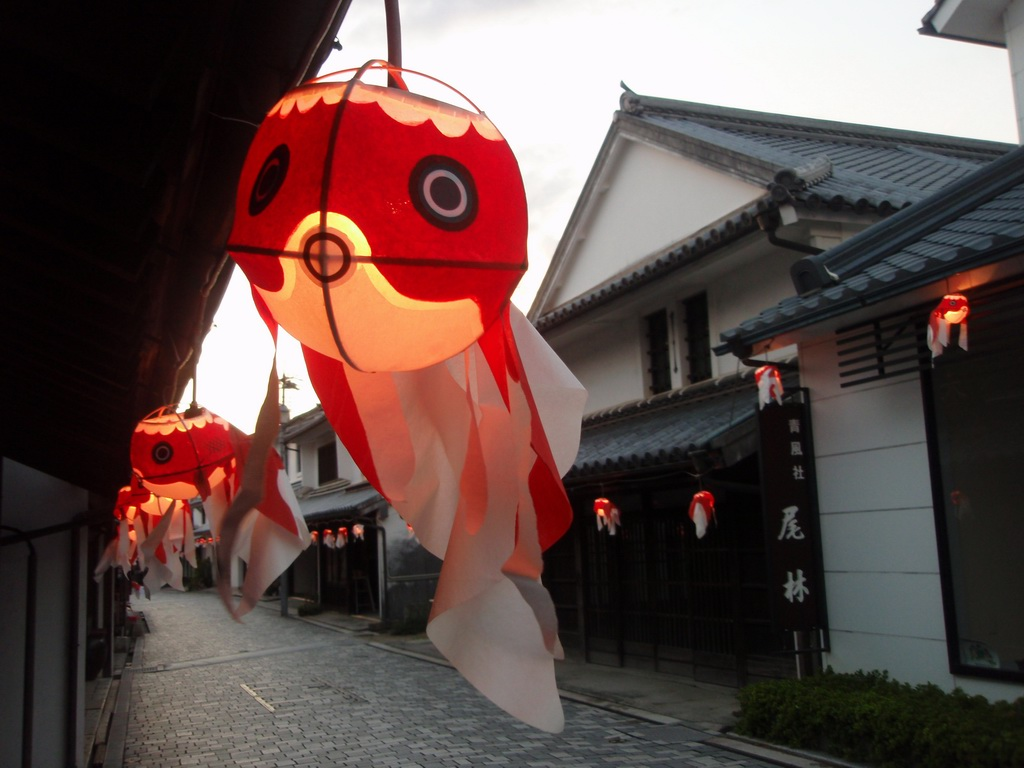
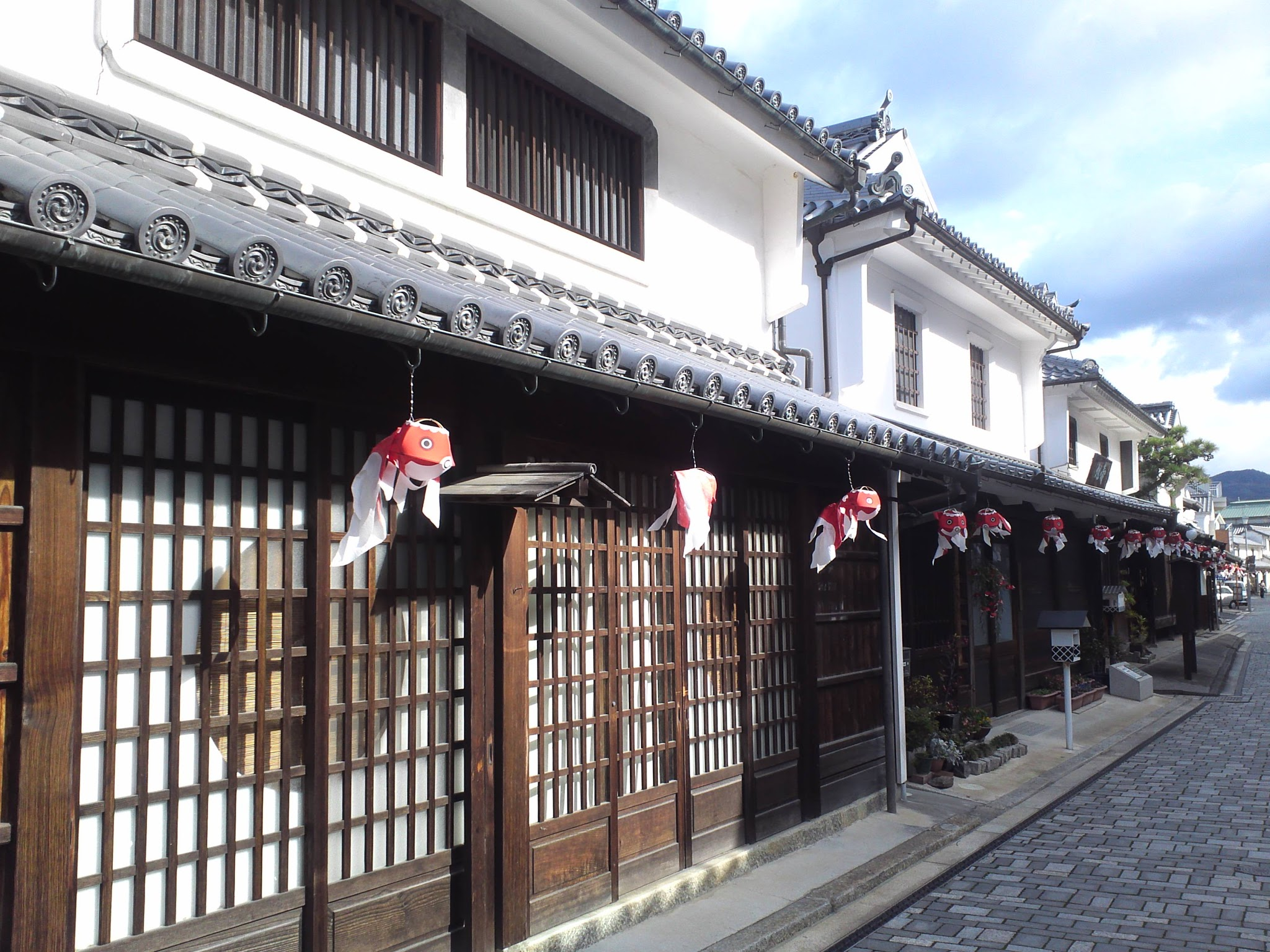
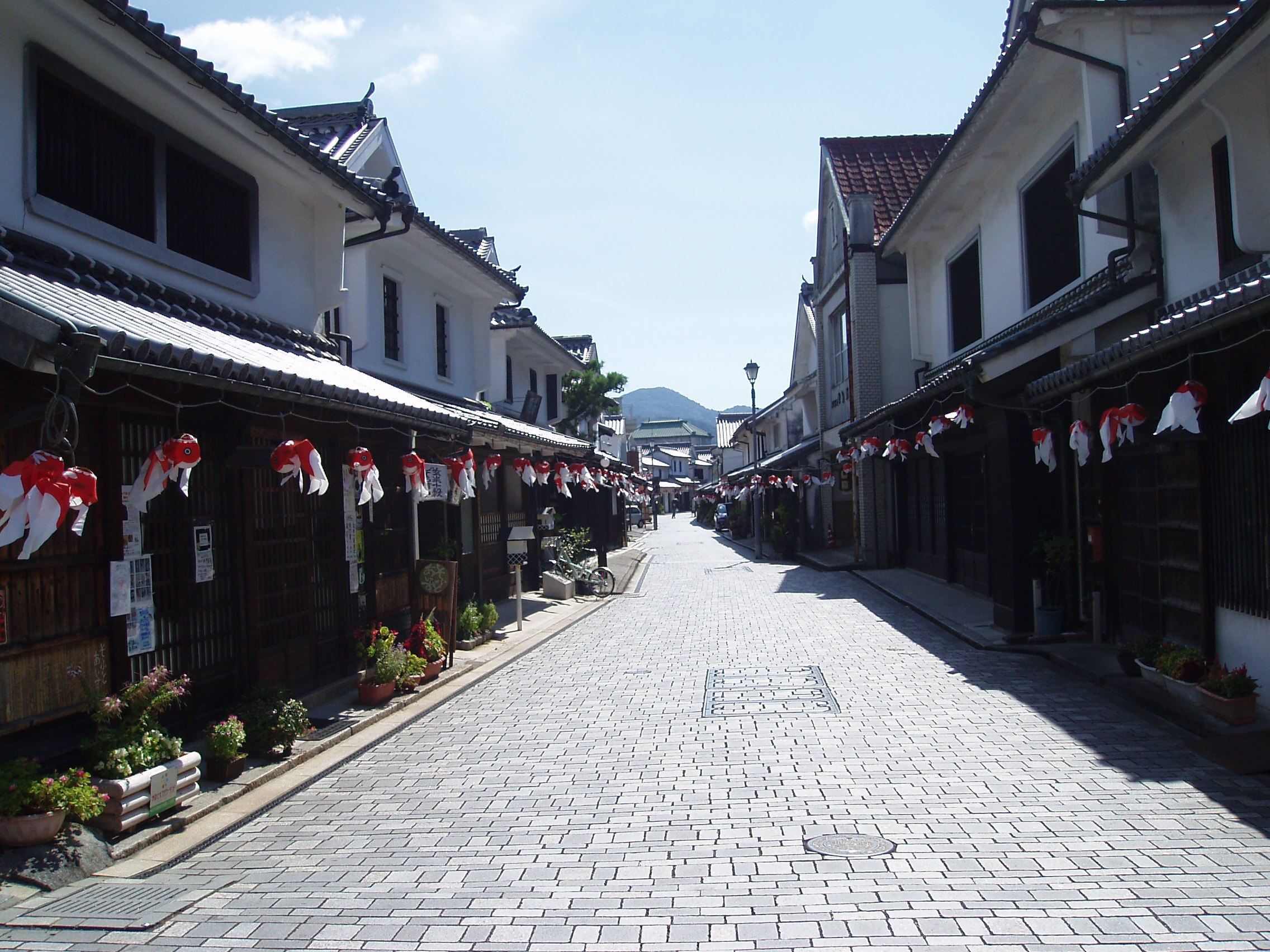

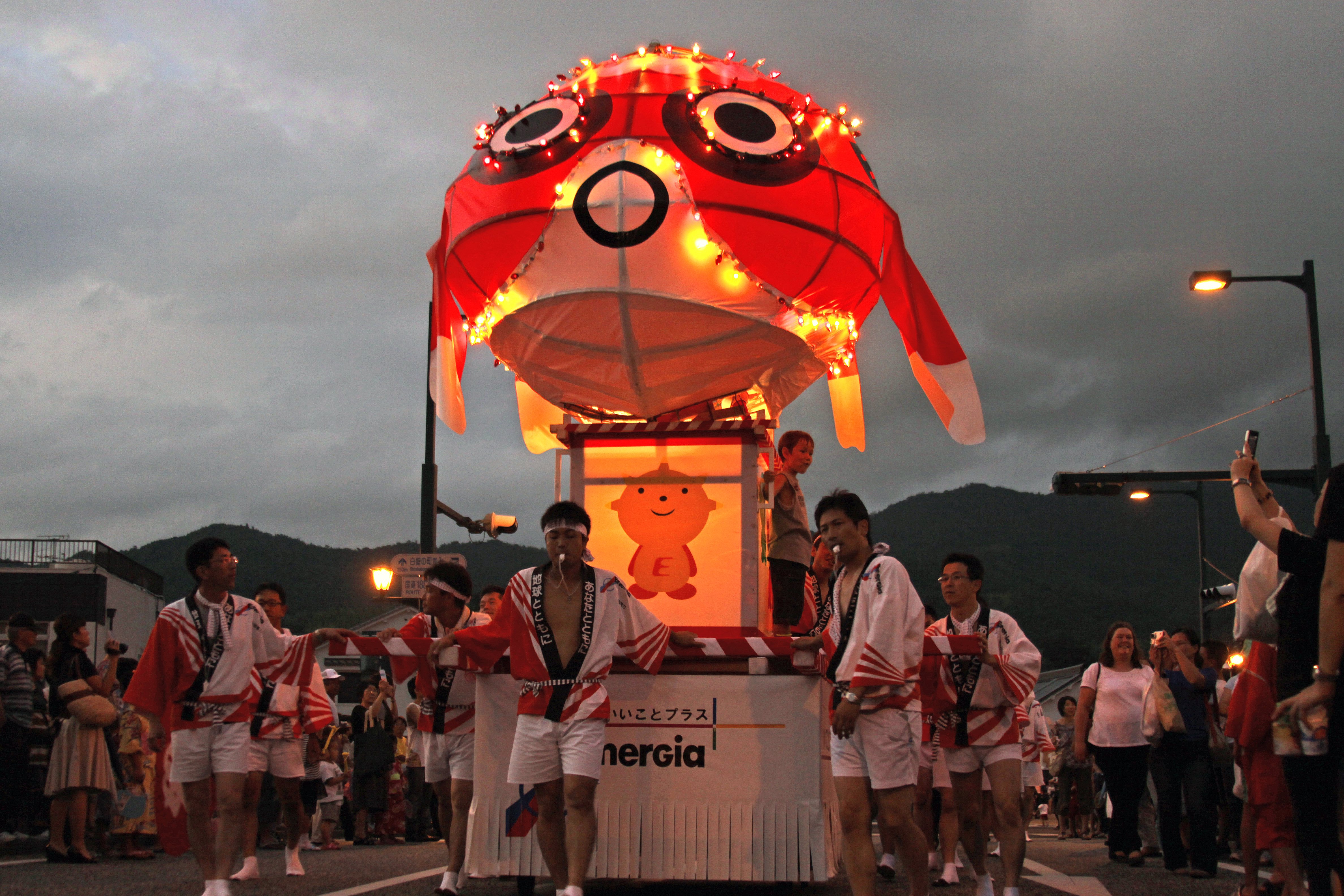
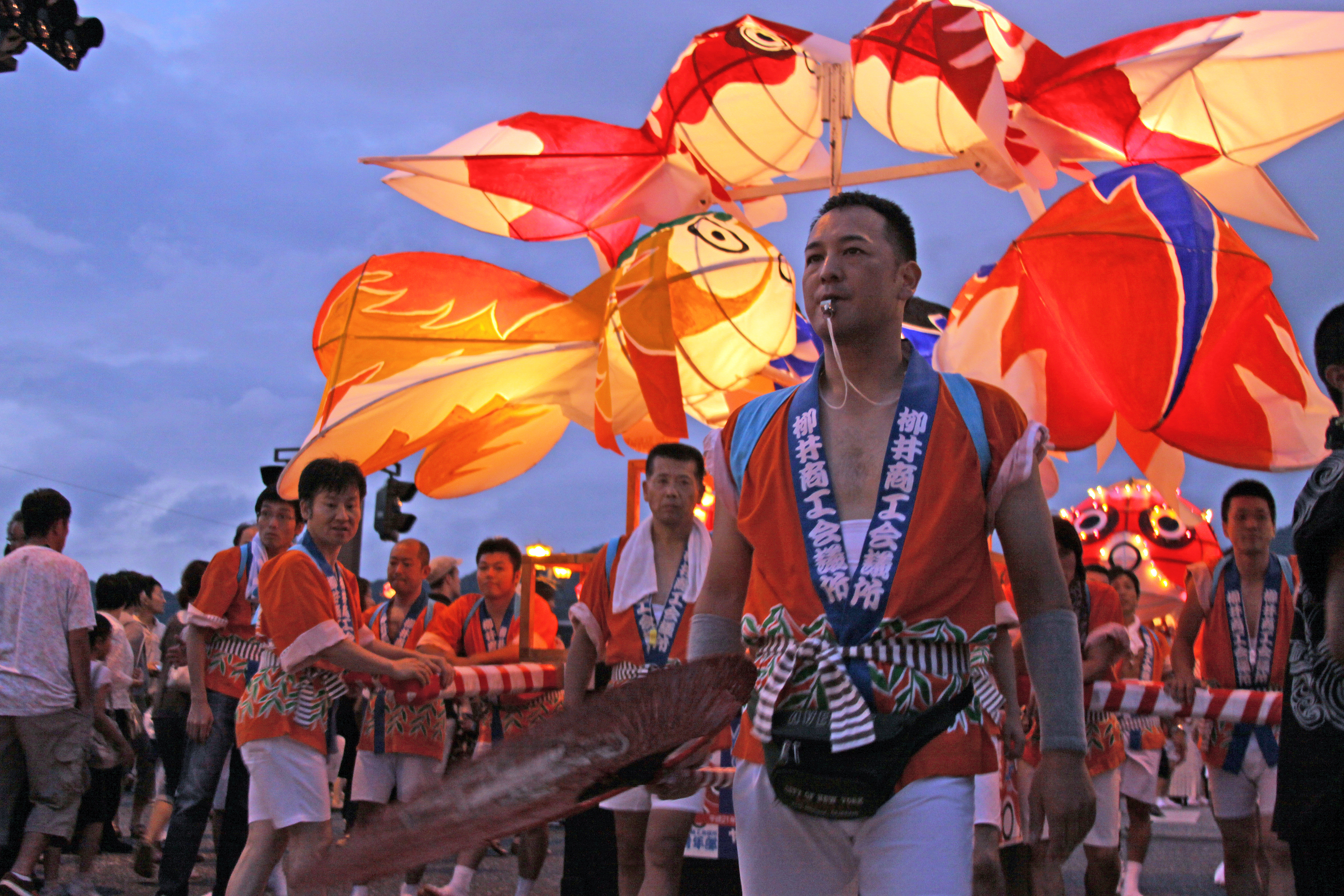
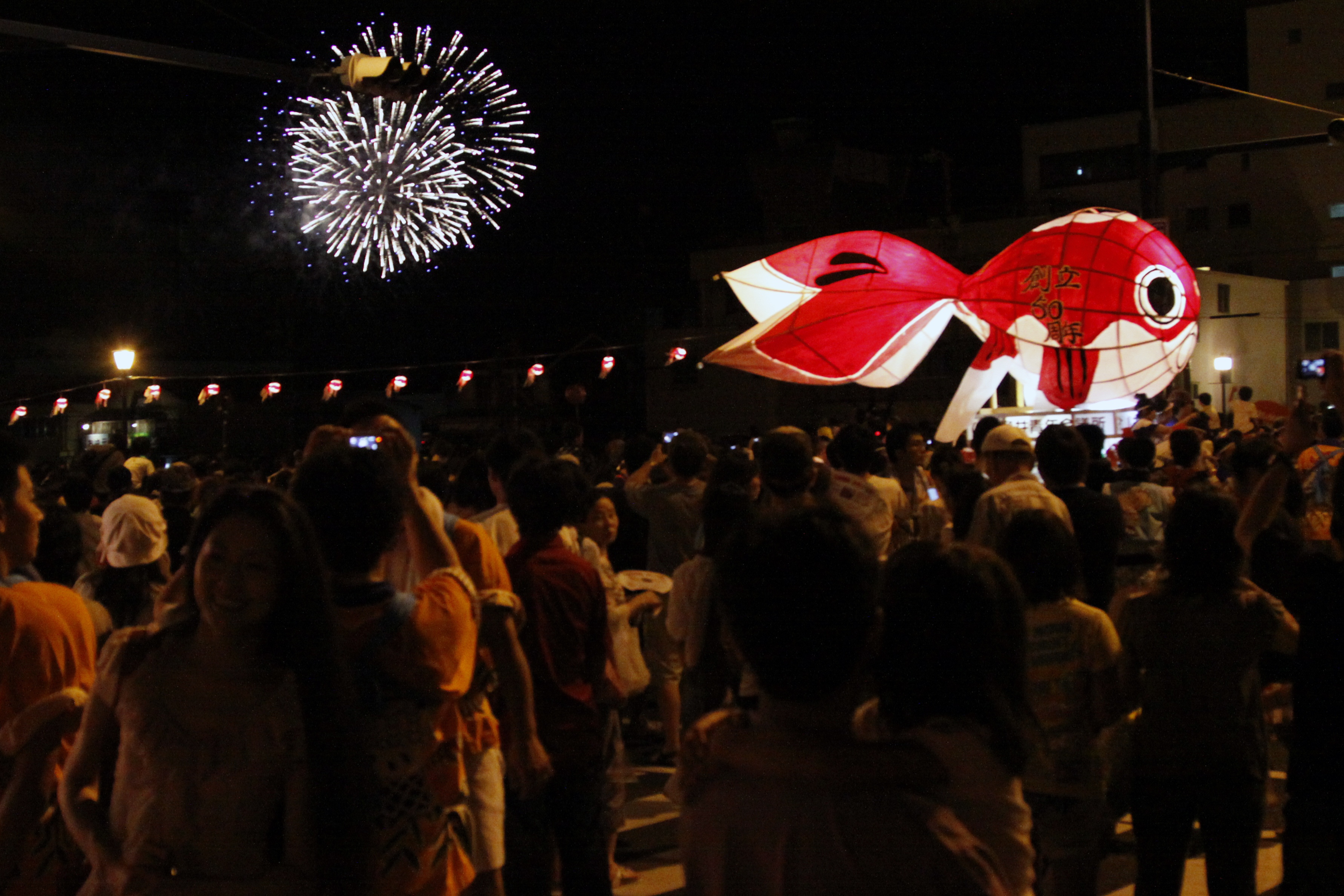

白壁の町並みに並ぶ金魚ちょうちん。
金魚ちょうちん祭りの風景。